# 溫哥華市政廳
溫哥華市政廳（英語：Vancouver City Hall）位於加拿大卑詩省溫哥華的快樂山區，是溫哥華市議會的所在建築物。市政廳位於西12街453號，樓高12層，屬裝飾藝術風格。大廈鄰近溫哥華架空列車加拿大綫的百老匯－市政廳站。

## 歷史

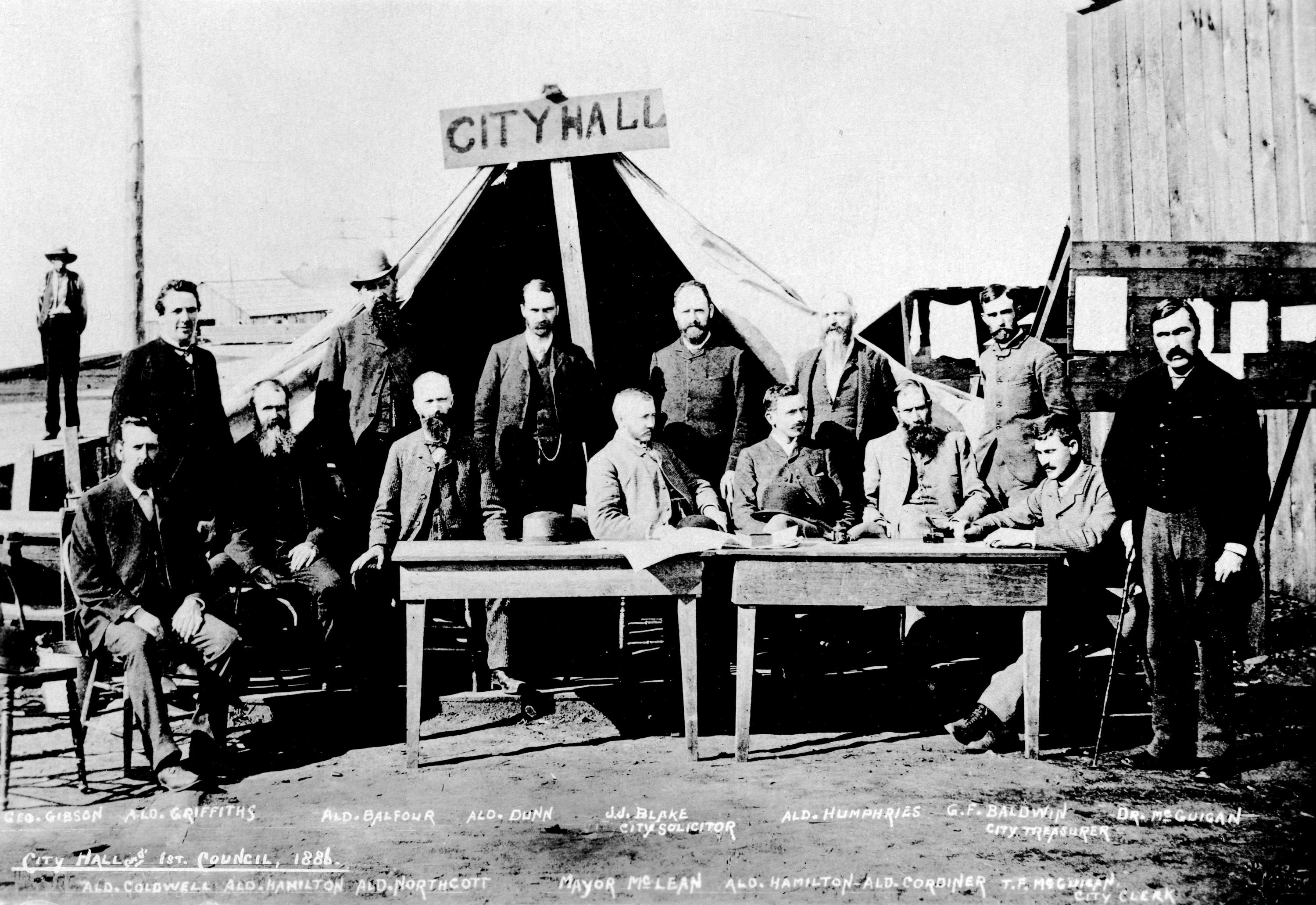
溫哥華大火後，市議會搭建帳篷成臨時市政廳

溫哥華於1886年4月6日設市後，市政府初期設於首任警長莊拿芬·苗拿的木製建築内。該建築於同年6月發生的溫哥華大火中被焚毀後，市政府於卡路街盡頭搭建帳篷成臨時市政廳，後於同年遷入奧頻海瑪家族位於跑華街的磚建大樓。市政府再於1898年將位於緬街、緊靠卡耐基圖書館的公眾市場和演奏廳大樓改為市政廳之用。
南溫哥華和灰角於1929年併入溫哥華市後，興建新市政廳的呼聲再起。在研究新市政廳選址的同時，市政府亦於同年遷至喜士定東街的豪登大廈，將之用作臨時市政廳，而緬街舊址則成為卡耐基圖書館的延伸部分。
傑利·麥基爾於1934年當選溫哥華市長後，委任了一個三人小組為新市政廳選址；被考慮的地點包括位於勝利廣場的中央學校舊址，以及位於甘比街夾西12街的士達孔拿公園（與現時位於士達孔拿區的公園無關）等。士達孔拿公園方案被小組接納，並於1935年獲市議會通過，令溫哥華成為加拿大首個將市政廳設於市中心以外的主要城市。
新市政廳於1936年（即溫哥華設市的金禧紀念）1月3日動工，並於同年12月落成開幕。工程耗資100萬元，由市政府出售債券集資。四層高的東翼於1968年落成，而整座大樓則於1976年被溫哥華市政府列為甲級歷史建築。

## 外部連結
- 维基共享资源上的相關多媒體資源：溫哥華市政廳
- Learn about Vancouver City Hall （页面存档备份，存于） - City of Vancouver official website
- City Hall Construction Virtual Tour
- Art Deco City Hall Virtual Tour
- History of Metropolitan Vancouver （页面存档备份，存于）
- CityMayors feature （页面存档备份，存于）
- The Lovers II - Sculpture by Gerhard Juchum at City Hall （页面存档备份，存于）